# Sportler des Jahres 2004 (Deutschland)
Die Sportler des Jahres 2004 in Deutschland wurden von Fachjournalisten gewählt und am 20. Dezember im Kurhaus von Baden-Baden ausgezeichnet. Veranstaltet wurde die Wahl zum 58. Mal von der Internationalen Sport-Korrespondenz (ISK).

## Männer
| Platz | Sportler           | Sportart        | Punkte | Erfolge 2004                                                                    |
| ----- | ------------------ | --------------- | ------ | ------------------------------------------------------------------------------- |
| 1.    | Michael Schumacher | Formel 1        | 2460   | Weltmeister                                                                     |
| 2.    | René Sommerfeldt   | Skilanglauf     | 1842   | Gesamtweltcup-Sieger                                                            |
| 3.    | Andreas Klöden     | Straßenradsport | 1752   | Zweiter Tour de France                                                          |
| 4.    | Ricco Groß         | Biathlon        | 1530   | Weltmeister in der Verfolgung u. mit der Staffel, Zweiter im Sprint             |
| 5.    | Wojtek Czyz        | Leichtathletik  | 1087   | Paralympics-Sieger über 100 m, 200 m u. im Weitsprung                           |
| 6.    | Andreas Dittmer    | Kanurennsport   | 1024   | Olympiasieger 2004 im Einer-Canadier                                            |
| 7.    | Fabian Hambüchen   | Turnen          | 922    | Finalteilnehmer Olympische Spiele am Reck, jüngster deutscher Olympiateilnehmer |
| 8.    | Sven Ottke         | Boxen           | 903    | Superweltmeister der WBA im Supermittelgewicht                                  |
| 9.    | Normann Stadler    | Triathlon       | 855    | Sieger Ironman Hawaii                                                           |
| 10.   | Ralf Schumann      | Sportschießen   | 799    | Olympiasieger Schnellfeuerpistole                                               |

## Frauen
| Platz | Sportler                     | Sportart        | Punkte | Erfolge 2004                                                    |
| ----- | ---------------------------- | --------------- | ------ | --------------------------------------------------------------- |
| 1.    | Birgit Fischer               | Kanurennsport   | 4282   | Olympiasiegerin im Vierer-Kajak, Silbermedaille im Zweier-Kajak |
| 2.    | Anni Friesinger              | Eisschnelllauf  | 1298   | Weltmeisterin 1000 m u. 1500 m, Zweite 3000 m                   |
| 3.    | Judith Arndt                 | Straßenradsport | 1213   | Weltmeisterin im Straßenrennen, Zweite beim Einzelzeitfahren    |
| 4.    | Maria Riesch                 | Skirennlauf     | 1075   | Juniorenweltmeisterin in der Abfahrt u. im Riesenslalom         |
| 5.    | Katrin Rutschow-Stomporowski | Rudern          | 1007   | Olympiasiegerin 2004 im Einer                                   |
| 6.    | Stefanie Nerius              | Leichtathletik  | 798    | Silbermedaille Olympische Spiele im Speerwurf                   |
| 7.    | Birgit Prinz                 | Frauenfußball   | 751    | FIFA-Weltfußballerin des Jahres                                 |
| 8.    | Silke Kraushaar              | Rennrodeln      | 668    | Weltmeisterin                                                   |
| 9.    | Yvonne Bönisch               | Judo            | 664    | Olympiasiegerin im Leichtgewicht                                |
| 10.   | Britta Kamrau                | Schwimmen       | 403    | Weltmeisterin im Freiwasserschwimmen über 10 km u. 25 km        |

## Mannschaften
| Platz | Sportler                          | Sportart      | Punkte | Erfolge 2004                                    |
| ----- | --------------------------------- | ------------- | ------ | ----------------------------------------------- |
| 1.    | Frauen-Hockeynationalmannschaft   | Hockey        | 3334   | Olympiasieger                                   |
| 2.    | Männer-Handballnationalmannschaft | Handball      | 2937   | Silbermedaille Olympische Spiele, Europameister |
| 3.    | Werder Bremen                     | Fußball       | 1582   | Deutscher Meister und Pokalsieger               |
| 4.    | Biathlon-Männerstaffel            | Biathlon      | 1453   | Weltmeister 2004 und Weltcup-Zweiter            |
| 5.    | FSV Mainz 05                      | Fußball       | 1073   | Bundesliga-Aufsteiger                           |
| 6.    | Dressur-Equipe                    | Dressurreiten | 557    | Olympiasieger                                   |
| 7.    | Viererbob-Team André Lange        | Bobsport      | 471    | Weltmeister                                     |
| 8.    | Frauen-Fußballnationalmannschaft  | Frauenfußball | 452    | Bronzemedaille Olympische Spiele                |
| 9.    | Vierer-Kajak Frauen               | Kanurennsport | 445    | Olympiasieger                                   |
| 10.   | Teamsprinter Bahnrad              | Bahnradsport  | 425    | Olympiasieger                                   |